# Ioannis Persakis
Ioannis Persakis (in greco Ιωάννης Περσάκης; Atene, 1877 – 1943) è stato un triplista greco.

## Biografia
Partecipò alle gare di atletica leggera delle prime Olimpiadi moderne che si svolsero ad Atene nel 1896, nel salto triplo, dove arrivò terzo, saltando 12,52 m.
È fratello del ginnasta Petros Persakis.

## Palmarès
| Anno | Manifestazione  | Sede  | Evento       | Risultato | Prestazione | Note |
| ---- | --------------- | ----- | ------------ | --------- | ----------- | ---- |
| 1896 | Giochi olimpici | Atene | Salto triplo | Bronzo    | 12,52 m     |      |